# Bang & Olufsen
Bang & Olufsen (B&O) is een Deens beursgenoteerd bedrijf, opgericht in 1925 in Struer door Peter Bang en Svend Olufsen, dat high-end audioproducten, videoproducten en telefoons voor de consumentenmarkt ontwerpt en produceert. 
Producten van Bang & Olufsen staan voor modern industrieel ontwerp, zowel wat betreft uiterlijk als wat betreft werking. Aluminium is een van de meest gebruikte materialen. Veel inwendige componenten, zoals chassis, elektronische componenten, loopwerken voor cassetterecorders, radertjes en dergelijke, waren afkomstig van Philips.
B&O-producten worden tegen vaste prijzen verkocht in geautoriseerde B&O-winkels. Die bedrijven, allemaal eigen ondernemers (dus geen franchisenemers), worden door Bang & Olufsen gehouden aan een aansprekende presentatie van de door hen gevoerde producten. Apparaten van andere producenten zijn in exclusieve B&O-winkels (B1-shops) niet te koop. Dit in tegenstelling tot de zogenaamde shop-in-shop-bedrijven. Hier worden ook apparaten van andere merken verkocht. Per 31 mei 2015 had het 525 winkels, waarvan circa 60% in Europa.
Sinds enige jaren werkt Bang & Olufsen samen met Audi voor een optioneel luidsprekersysteem (Bang & Olufsen Sound System: voor de A3, A4, A5/S5, Q5 en R8 en het Advanced Sound System: voor de A6, A7/S7, A8/S8 en Q7). Ook zijn er Bang & Olufsensystemen verkrijgbaar voor Aston Martin (alle courante modellen), BMW (5-serie, 6-serie en 7-serie) en Mercedes AMG (SLS en S-Klasse).
In maart 2016 maakte het bedrijf bekend te stoppen met het zelf produceren van tv-toestellen en wil het zich alleen bezighouden met design. Het maakt zelf te weinig toestellen om dit winstgevend te kunnen doen en de productie is uitbesteed aan het Zuid-Koreaanse LG Electronics. Vanwege financiële problemen, het lijdt al sinds boekjaar 2012/13 verliezen, zoekt het bedrijf investeerders of een kandidaat die het hele bedrijf wil overnemen. Het Chinese bedrijf Sparkl Roll Group, die al B&O producten distribueert op de Chinese markt, heeft interesse getoond. Sparkl Roll had al een aandelenbelang van 5,6% in B&O per 31 mei 2015.
Het bedrijf heeft een notering op de Beurs van Kopenhagen en een gebroken boekjaar dat loopt van 1 juni tot en met 31 mei.